# Ikechi Anya
Ikechi Anya (Glasgow, Reino Unido, 3 de enero de 1988) es un exfutbolista y entrenador escocés. Jugaba como centrocampista. .

## Trayectoria
Comenzó a jugar al fútbol en las categorías inferiores del Oxford City. En la temporada 2003-2004 firmó un contrato con el equipo juvenil del Wycombe Wanderers. Permaneció en este club hasta la temporada 2007-2008 para regresar al Oxford City. En enero de esa misma temporada fue cedido al Halesowen Town. En febrero de 2009 firmó por el Northampton Town de la League One. El buen hacer durante el final de esta campaña llamó la atención del Sevilla F. C. quién se hizo con sus servicios en verano de 2009, para incorporarlo a su filial. Tras una temporada en el equipo de Nervión firmó en verano de 2010 por el Celta de Vigo, alternando participaciones con el primer equipo y el filial.
En verano de 2011 firmó por el Granada C. F., que tras probarlo durante la pretemporada, decidió cederlo al Cádiz CF. En verano de 2012, el jugador volvió a ser cedido, pero esta vez al Watford FC, equipo que al final decidió ficharlo y con el que consiguió el ascenso a la Premier League inglesa.
En la temporada 2016-17 fichó por el Derby County, permaneciendo en el club hasta el final de su contrato en junio de 2020.

## Clubes
| Club                             | País       | Año       |
| -------------------------------- | ---------- | --------- |
| Wycombe Wanderers F. C.          | Inglaterra | 2004-2007 |
| Oxford City F. C.                | Inglaterra | 2007-2008 |
| Halesowen Town F. C.             | Inglaterra | 2008      |
| Northampton Town F. C.           | Inglaterra | 2009      |
| Sevilla Atlético                 | España     | 2009-2010 |
| R. C. Celta de Vigo "B"          | España     | 2010-2011 |
| Granada C. F.                    | España     | 2011-2013 |
| Cádiz C. F. (cedido)             | España     | 2011-2012 |
| Watford F. C. (1.ª temp. cedido) | Inglaterra | 2012-2016 |
| Derby County F. C.               | Inglaterra | 2016-2020 |